# Troupe de la Comédie-Française en 1680

## Composition de la troupe de laComédie-Françaiseen1680
À la date du 24 août 1680, La Grange consigne dans son registre :
« Jonction de la Troupe Royalle cy-devant à l'hostel de bourgogne avec la nostre suivant les ordres du Roy ».
La nouvelle troupe se compose de 27 personnes, soient 15 acteurs et 12 actrices. La première représentation a lieu le 25 août avec Phèdre de Racine et Les Carosses d'Orléans de La Chapelle.
| Acteurs       | Actrice    |
| ------------- | ---------- |
| Champmeslé    | Champmeslé |
| Baron         | Baron      |
| Poisson       | De Brie    |
| La Grange     | La Grange  |
| Beauval       | Beauval    |
| Dauvilliers   | Bellonde   |
| La Thuillerie | Dennebaut  |
| Guérin        | Guérin     |
| Rosimond      | Dupin      |
| Hubert        | Guyot      |
| Du Croisy     | Du Croisy  |
| Raisin        | Raisin     |
| De Villiers   |            |
| Verneuil      |            |
| Hauteroche    |            |

## Source
Bert Edward Young et Grace Philputt Young, Le registre de La Grange (1659-1685), Paris, E. Droz, 1947, vol. I, p. 238–244.